# Arroyo Camarmilla
El arroyo Camarmilla es un arroyo del centro peninsular de España, un afluente del río Henares, perteneciente a la cuenca hidrográfica  del río Tajo. Nace en Torrejón del Rey en Castilla-La Mancha y finaliza en Alcalá de Henares en la Comunidad de Madrid. Tiene un régimen regular en sus cursos bajo y medio.  Este arroyo es el resultado de la unión de las corrientes Primera y Segunda Arrollada en la provincia de Guadalajara. 

## Curso
Su cabecera no es serrana, sino que tiene lugar en las faldas de varios cerros o pequeños promontorios de unos 800 metros de altitud: El Diablo, Cerro Alajarosa y el Cerro Albacete. Hace milenios el río era más caudaloso y con el paso del tiempo abrió este valle tan conocido en La Campiña, pero fue hace 75.000 años que el río Torote, que también desemboca en el Henares, aumentó su cauce a nivel subterráneo y absorbió parte del caudal del Camarmilla. Así sigue ocurriendo cerca de Valdeavero, donde un brazo del río se hunde sobre la tierra y aparece como afluente del Torote. Rebasado el municipio de Valdeavero, se une con el arroyo de la Marcuera, que le aporta la mayor parte de su escaso caudal, continuando su curso hacia el río Henares. Después de pasar por Camarma de Esteruelas, llega a Alcalá. En la ciudad complutense, atraviesa numerosos puentes por la A-2 y la M-100 y desemboca en el barrio de Nuestra Señora del Pilar por la margen derecha del Henares.

## Aprovechamiento y naturaleza
El arroyo al ser corto y poco caudaloso no tiene vida fluvial; a excepción del ánade real. Pero su frondosa vegetación alrededor de los cursos medios y bajo suelen ser carrizos, espadañas, cañas, sauces y arbustos. Por la zona habitan gran cantidad de aves y pequeños mamíferos como el conejo, erizo, la avutarda, el aguilucho, el petirrojo, el ruiseñor, la culebra de escalera, el lagarto ocelado y lagartijas. Incluso existen especies protegidas como el buitre negro que están en la ZEPA 139 que abarca la cuenca del Henares.  Su altitud media de 600 metros, es ideal para cultivos de secano como el trigo, avena y cebada. Desde la Edad Antigua, el río fue cierta importancia para el ser humano, con numerosos asentamientos en sus márgenes que dieron lugar a varias poblaciones, algunas de ellas ya desaparecidas, como Camarma de la Encina (o del Suso) o Camarma del Caño. El ejemplo más claro, es que los romanos fundaron Complutum en la horquilla que forma la desembocadura de este arroyo con el río Henares.  

## Problemas
El paso de la A-2 junto con la creciente industria  de alrededor de la carretera ha contaminado el arroyo a su llegada a Alcalá. En 1998 se midió el nivel de agua contaminada y productos tóxicos; y el resultado fue dos veces superior a la máxima permitida por la Comunidad de Madrid. Entonces se promovió el Plan de Recuperación Ambiental del Camarmilla a su paso por Alcalá. Con este proyecto se redujo el nivel de contaminación y aumentó el espacio de la ribera del arroyo. A veces la ciudad no ha tenido la culpa de los desastres sobre el río, sino que varias veces en 1950 y 1960 el arroyo se desbordó por el barrio del Chorrillo causando serios problemas económicos.